# Sédunes
Les Sédunes furent un peuple celte établi en Valais central au Ier siècle av. J.-C. Leur existence est attestée par des inscriptions et les textes antiques.

## Historique
On ne sait pas quels furent leurs rapports avec les Gaulois qui franchirent les Alpes et s'emparèrent de Rome en 390 av. J.-C.
Jules César est le premier à les mentionner, dans sa Guerre des Gaules : tout comme les trois autres peuples du Valais — les Nantuates dans le Chablais, les Véragres dans la région de Martigny et les Ubères en Haut-Valais — les Sédunes sont de caractère celtique. On ne sait pas à quelle date ils se sont établis dans la région, mais le Ve siècle av. J.-C. est souvent avancé.
De nombreuses sépultures et traces d'habitats de cette époque ont été retrouvées dans la région de Sion, qui était leur oppidum et que quelques auteurs identifient avec la Drousomagos des textes antiques. Les Sédunes se distinguent par l'habitude qu'avaient leurs femmes de porter de lourds anneaux de cheville. Cette habitude, qui perdure jusqu'au Ier siècle, permet de délimiter leur territoire entre la Morge, dont le nom dérive par ailleurs d'un terme celtique signifiant frontière, à l'ouest et l'Illgraben en amont de Sierre à l'est.
En 57 av. J.-C., les Sédunes aidèrent les Véragres lors de la bataille d'Octodure à Martigny. Mentionnés sur le trophée de la Turbie, ils deviennent après la conquête romaine par Drusus et Tibère, l'une des quatre cités romaines du Valais, au côté des Nantuates, des Véragres et des Ubères, avant que les quatre peuples ne fusionnent dans l'unique civitas vallensis durant le règne de l'empereur Claude Ier au Ier siècle.